# ليوكاديا دروبزهيفا
ليوكاديا دروبزهيفا (بالروسية: Леокáдия Михáйловна Дро́бижева) (13 يناير 1933 - 11 أبريل 2021) عالمة اجتماع روسية. حصلت على لقب عالمة فخرية من الاتحاد الروسي في عام 1999، وحائزة على جائزة رئيس الاتحاد الروسي للمساهمة في تعزيز وحدة الأمة الروسية عام 2019، ودكتوراه فخرية من معهد علم الاجتماع التابع للأكاديمية الروسية العلوم.